# Белбулак
Белбула́к (каз. Белбұлақ) — село у складі Талгарського району Алматинської області Казахстану. Адміністративний центр Бельбулацького сільського округу.
У радянські часи село називалось Бельбулак.
Населення — 9127 осіб (2021; 8510 у 2009, 6657 у 1999, 6420 у 1989).